# Vertrag von Ófalu
Der Vertrag von Ófalu wurde 1474 zur Beilegung des polnisch-ungarischen Konflikts zwischen dem polnisch-litauischen König Kasimir IV. Andreas und dem ungarischen König Matthias Corvinus in Ófalu geschlossen, später bestätigt auf der Burg Czorsztyn durch Matthias Corvinus.

## Vorgeschichte
Unter Władysław III. kam es 1440 bis 1444 erneut zu einer Personalunion zwischen Polen und Ungarn. Nach seinem Tod erhob sein Bruder Kasimir IV. Andreas Anspruch auf den Thron von Polen und Ungarn. Matthias hingegen wollte mit Polen ein Bündnis gegen Böhmen schmieden und hielt 1453 und 1469 um die Hand einer Tochter von Kasimir an, wurde jedoch beide Male zurückgewiesen. 1471 verstarb Georg von Podiebrad von Böhmen und Matthias sowie der Sohn von Kasimir Vladislav II. erhoben Anspruch auf die Nachfolge in Prag. Einen weiteren Sohn, den späteren Heiligen Kasimir, schickte er mit einem Heer nach Buda, um die ungarische Krone zu übernehmen. Der Feldzug misslang und Kasimir musste sich nach Polen zurückziehen. Papst Sixtus IV. stellte sich auf die Seite Matthias und entsandte als Legat Kardinal Marco Barbo nach Krakau, um einen Frieden zwischen Polen und Ungarn auszuhandeln. Waffenstillstandsvereinbarungen in Neiße 1472 und Troppau 1473 scheiterten zunächst.

## Beschlüsse
Beide Königreiche schlossen einen dreijährigen Frieden bezüglich des Streits um Böhmen. Der Vertrag von Lublau von 1412 wurde bestätigt. 

## Nachgang
Der Frieden zwischen Matthias und den Jagiellonen war nicht von Dauer. Vladislav II. schloss bereits noch im März desselben Jahres in Nürnberg ein Bündnis mit Kaiser Friedrich III. gegen Matthias und der Krieg flammte im Herbst in Schlesien wieder auf.